# Украинская авиационная группа
Украинская авиационная группа — стратегический альянс, осуществляющий чартерные и регулярные авиаперевозки по Украине, странам Европы, Азии и Северной Америки. Также члены авиаальянса осуществляют развитие аэропортов на территории Украины. УАГ была создана в 2007 году авиакомпаниями «Аэросвит» и «Донбассаэро». В 2010 году к группе присоединилась «Днеправиа» и начала интеграцию в альянс «Роза Ветров».
Крупнейшими акционерами «Аэросвита» являются структуры группы «Приват», подконтрольные Игорю Коломойскому, а также сопредседатель набсовета «Аэросвита» Григорий Гуртовой — по состоянию на 2010 год в сумме они владели около 52% акций. Структурам Коломойского также принадлежит «Днеправиа». Контрольный пакет «Донбассаэро» находится в собственности «Аэросвита».

## История
Авиаальянс был создан в 2007 году. В группу тогда вошли две авиакомпании: «Аэросвит» и «Донбассаэро».
В 2010 году к группе присоединилась «Днеправиа». В сентябре 2010 года под контроль структур Коломойского перешла авиакомпания «Роза Ветров», после чего доля авиагруппы на рынке Украины стала оцениваться в 60 %.
С 2012 года внутренние рейсы авиакомпании «Днеправиа» начал выполнять «Аэросвит», тогда как «Днеправиа» продолжил работать на этих маршрутах как код-шеринговый партнёр. По такой же схеме «Аэросвит» работает и с «Донбассаэро».
В 2012 году авиакомпании альянса начали переживать долговой кризис. 27 декабря 2012 года компания «Аэросвит» подала в суд заявление о банкротстве, заявив о наличии задолженности перед кредиторами в размере 4 млрд 270,29 млн гривен. Представители «Донбассаэро» в декабре сообщали, что компания тоже может объявить о банкротстве в январе 2013 года.
В 2013 году, после прекращения полетов авиакомпаниями «Аэросвит» и «Донбассаэро», а также значительного сокращения полетов Донбассаэро альянс фактически прекратил своё существование.

## Ливрея

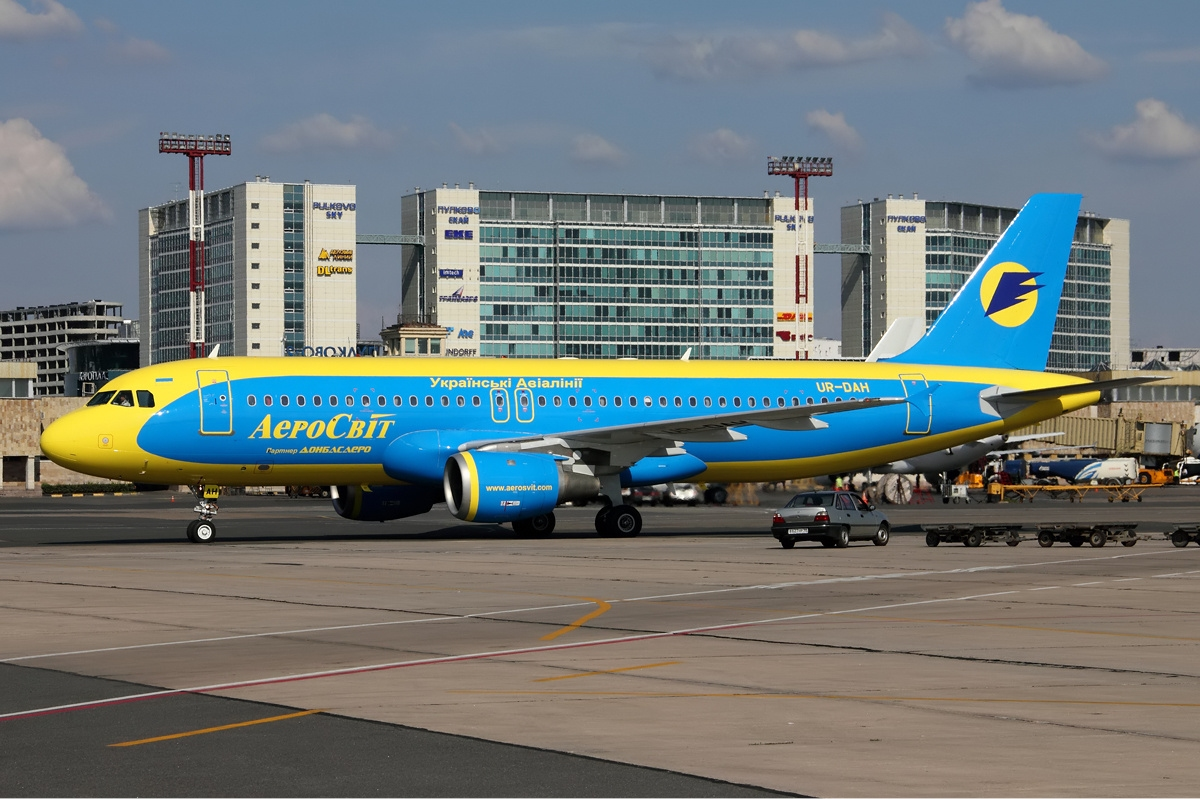
Airbus A320 авиакомпании «Донбассаэро» в ливрее «Аэросвита»

В 2011 году авиакомпания «Аэросвит» представила свою новую сине-жёлтую ливрею, которая своей геометрией покраски символизирует единую принадлежность авиакомпании к авиаальянсу. Все новые самолеты, которые были приобретены авиакомпанией «Донбассаэро», были покрашены в цвета «Аэросвита», но на фюзеляже подписано, что «Аэросвит» — партнёр «Донбассаэро». Старые самолеты «Донбассаэро» покрасила симметрично похоже, но вместо сине-жёлтых цветов «Аэросвита» использовала чёрно-красные. «Роза Ветров» также покрасила два своих Airbus 321 в симметрично похожей схеме, но использовала свои цвета — зелёно-оранжевые. Остальные два Embraer 195 авиакомпания разукрасила в свои корпоративные цвета. «Днеправиа» пока что не меняла свою ливрею.

## Галерея

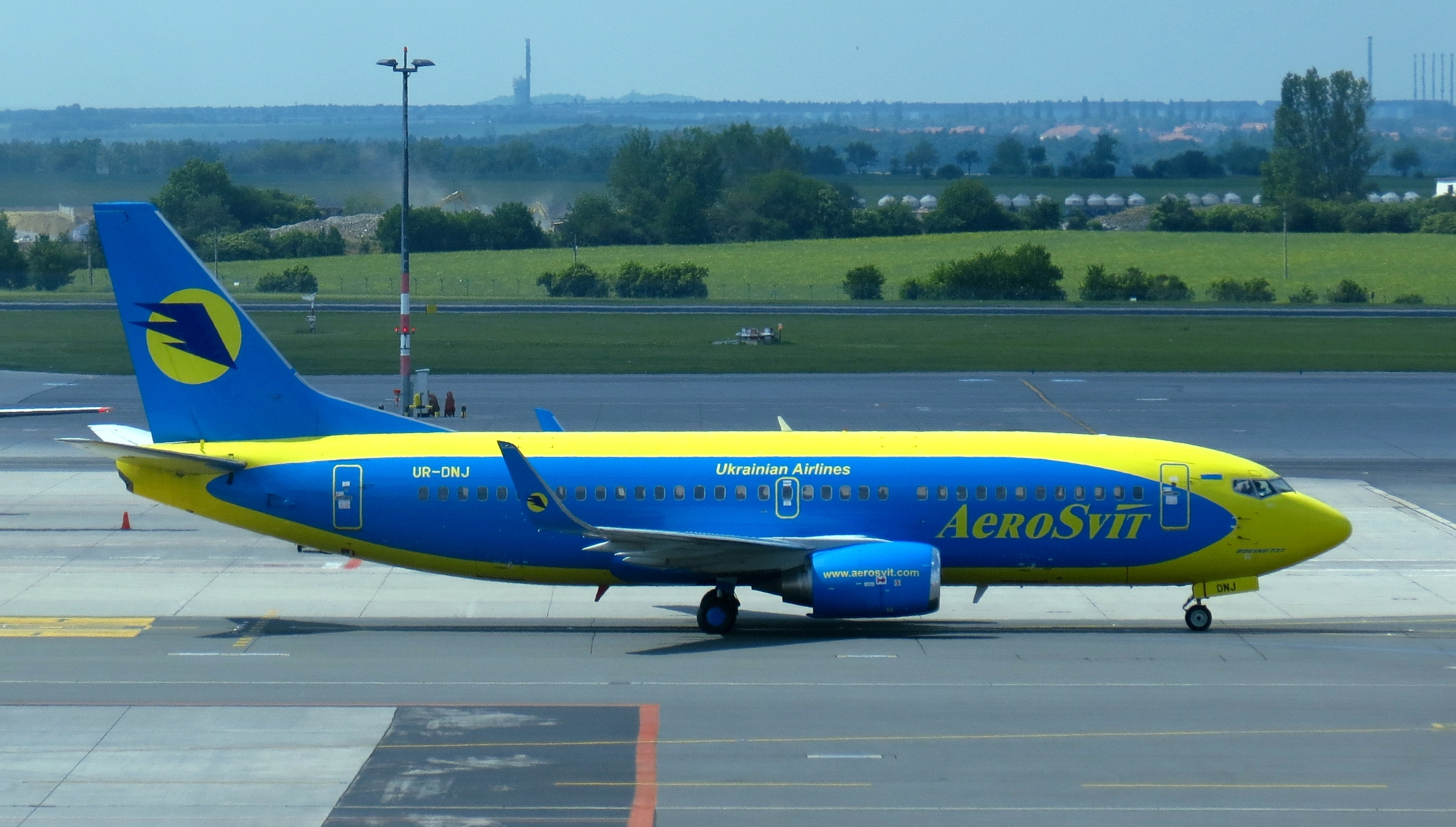
Boeing 737-300 (Аэросвит)
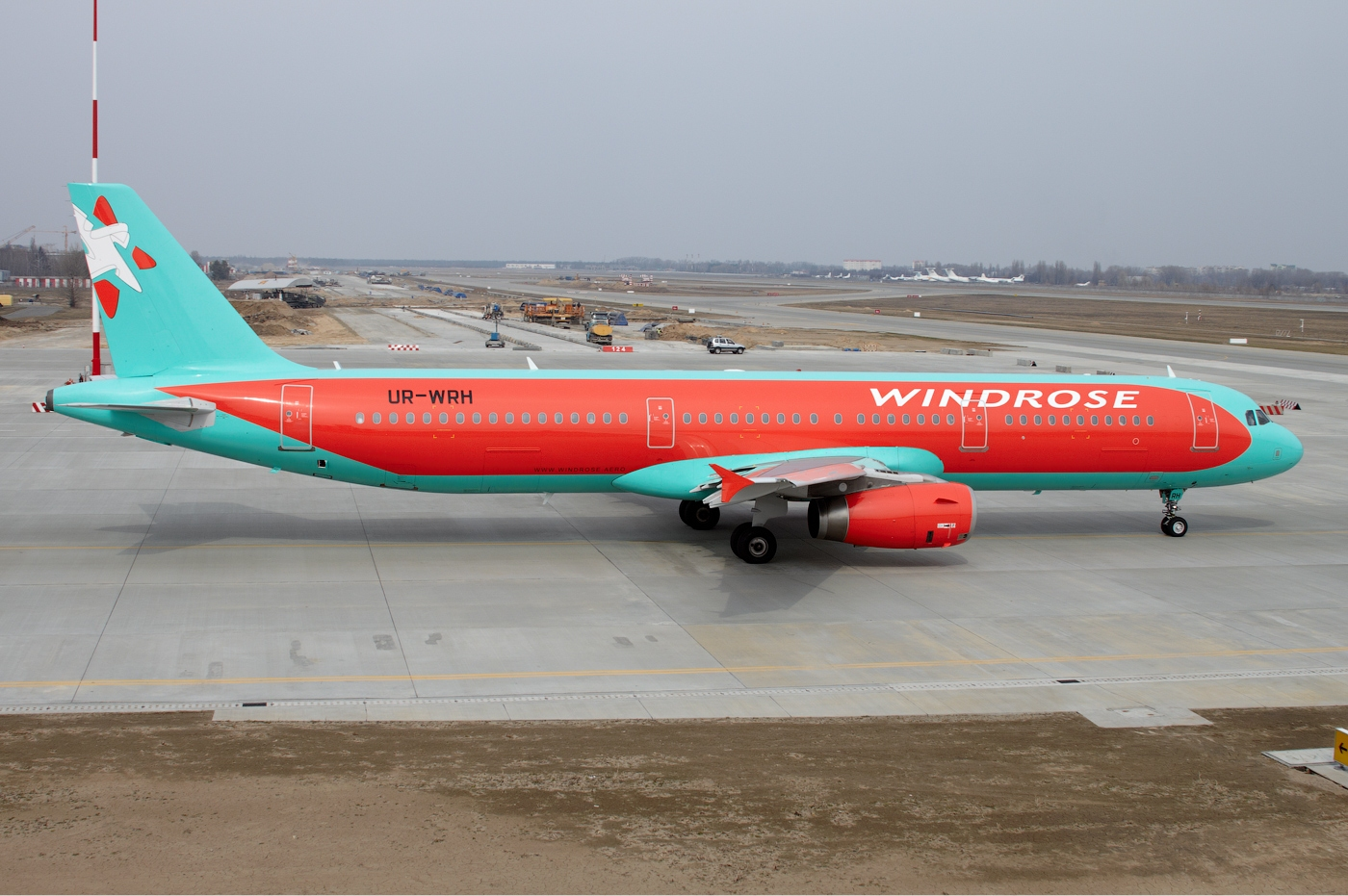
Airbus 321 (Роза Ветров)
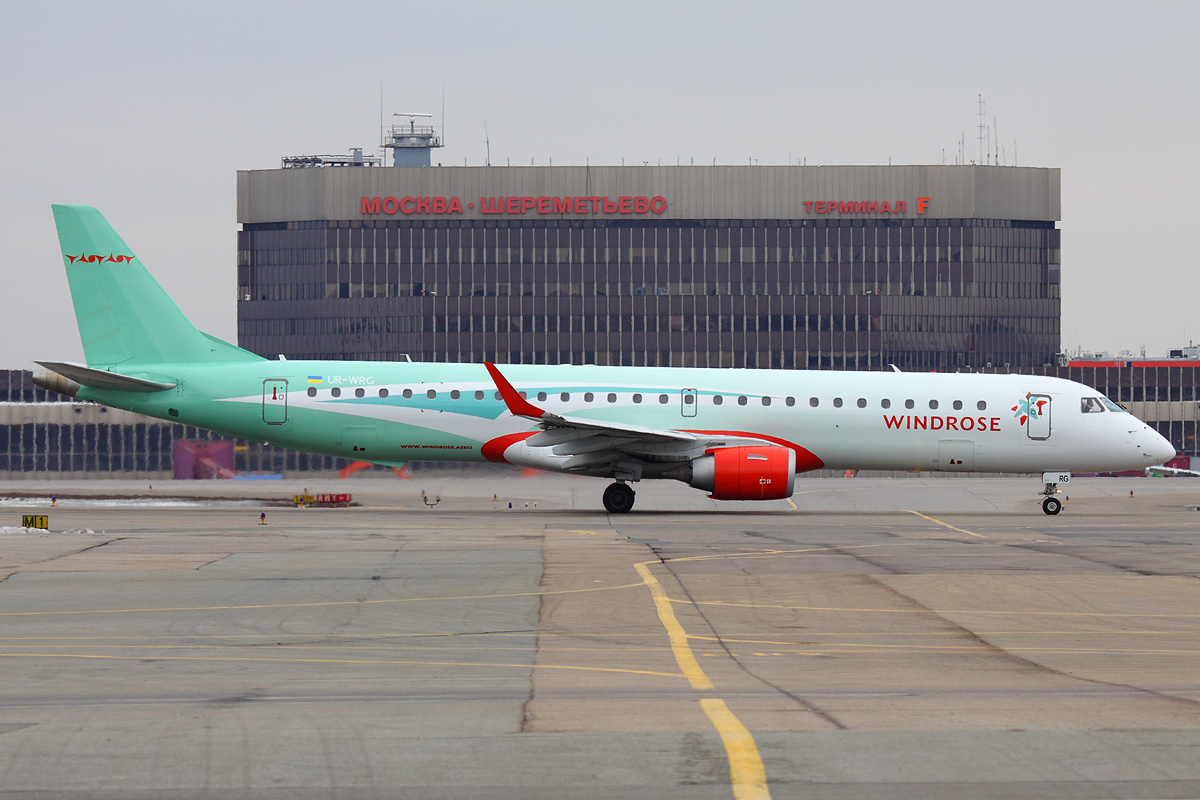
Embraer 195 (Роза Ветров) в корпоративных цветах
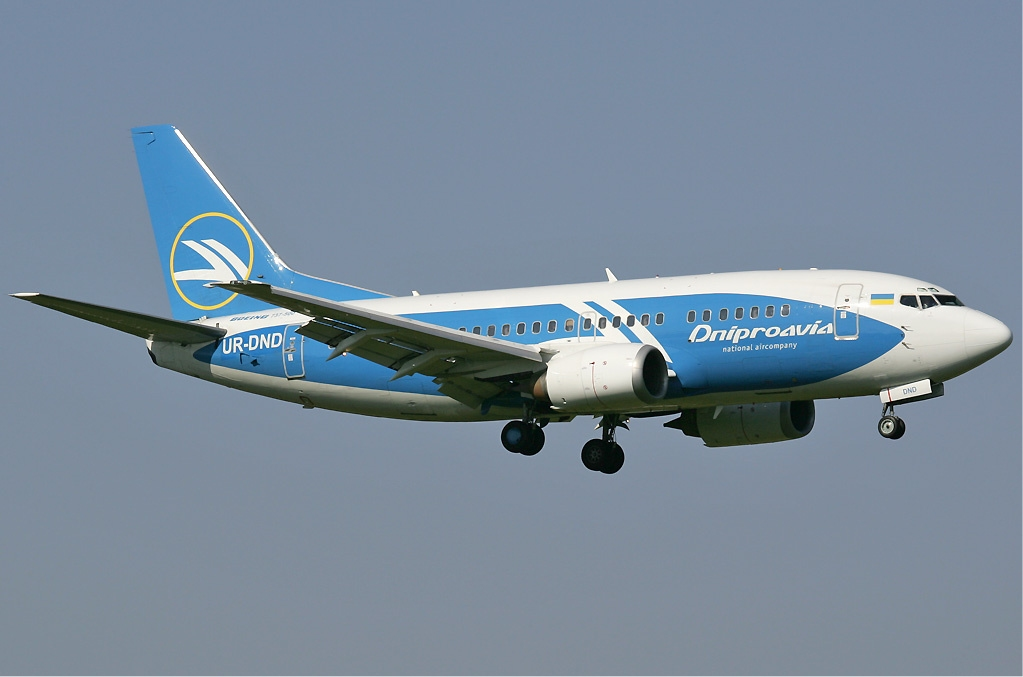
Boeing 737—500 в корпоративных цветах
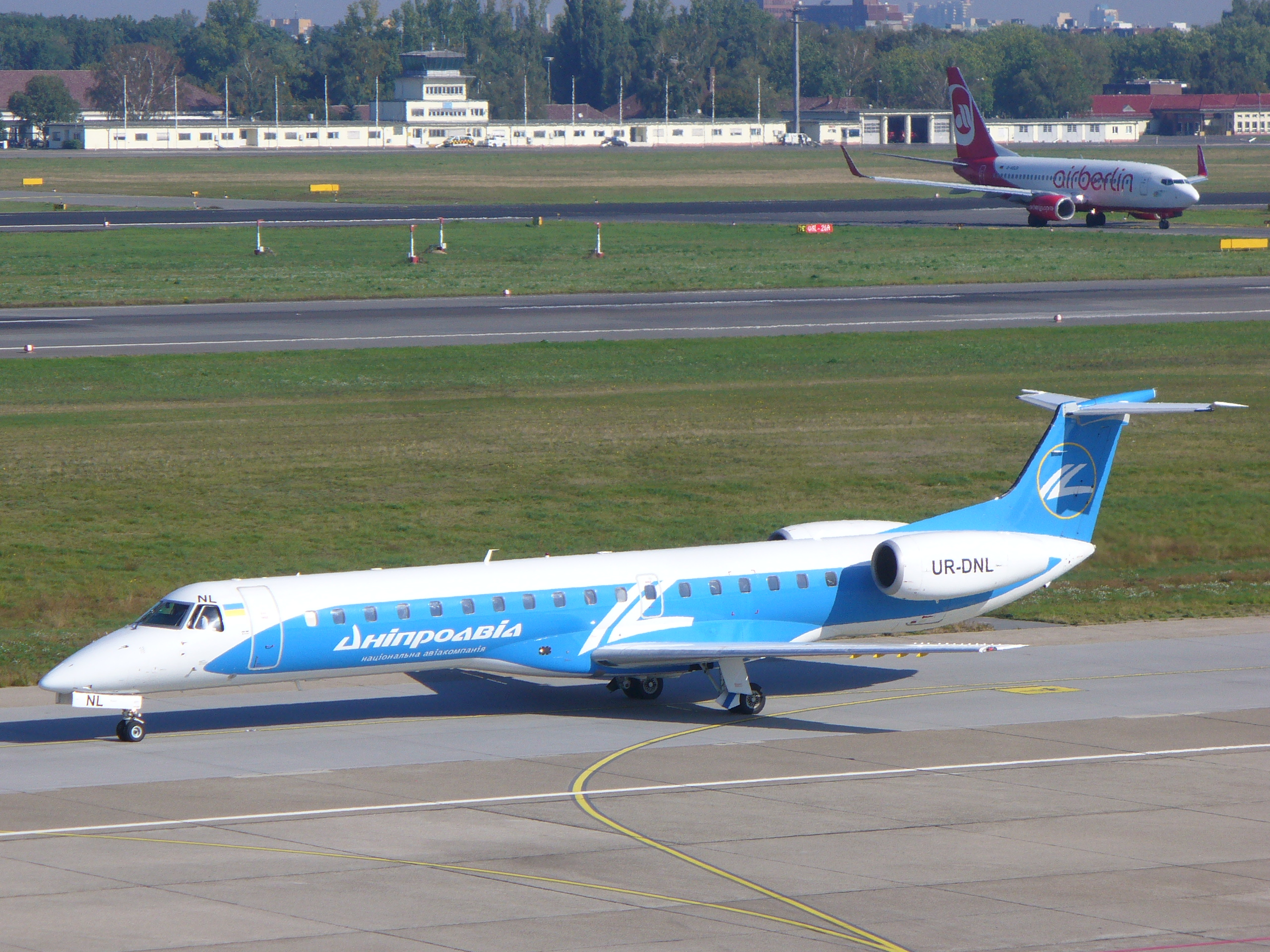
Embraer ERJ-145 в аэропорту Берлина
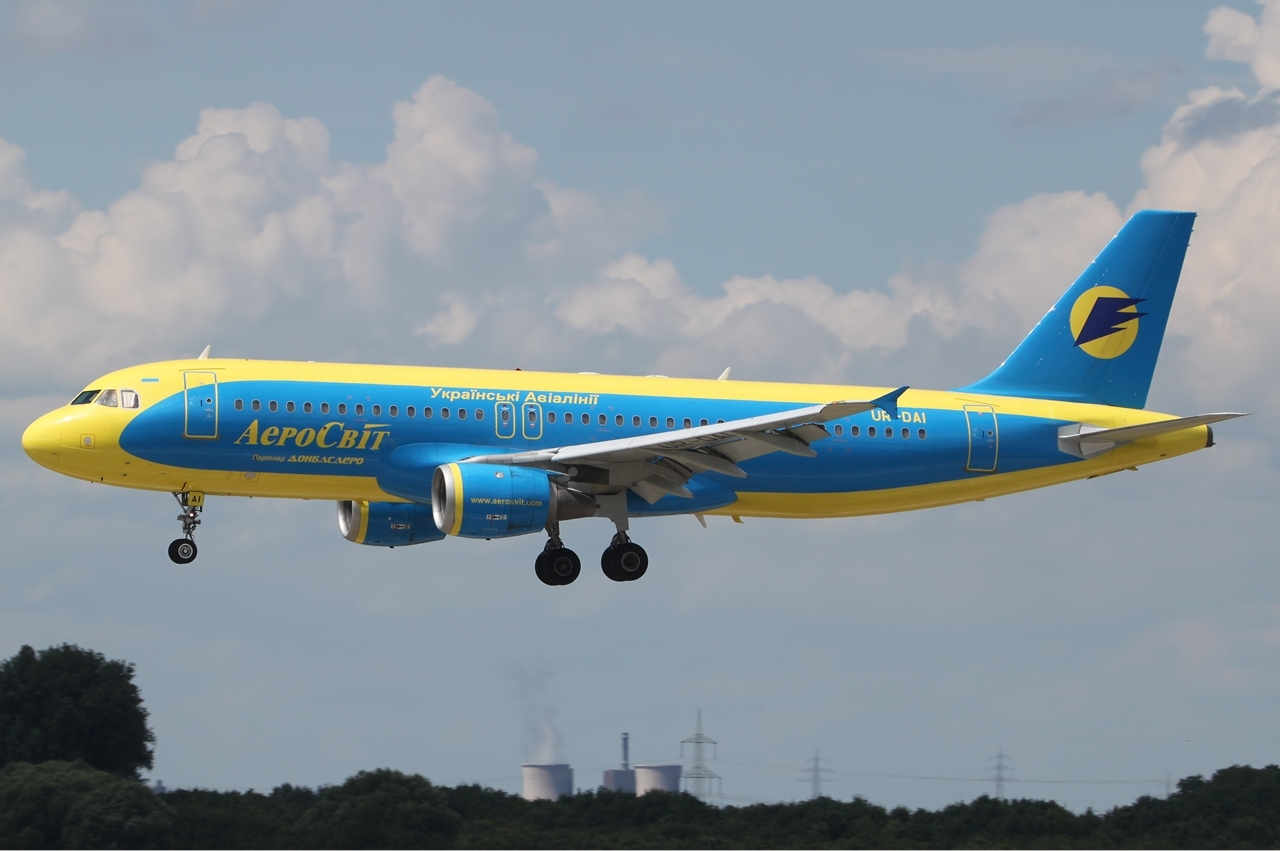
Airbus A320 (Донбассаэро)
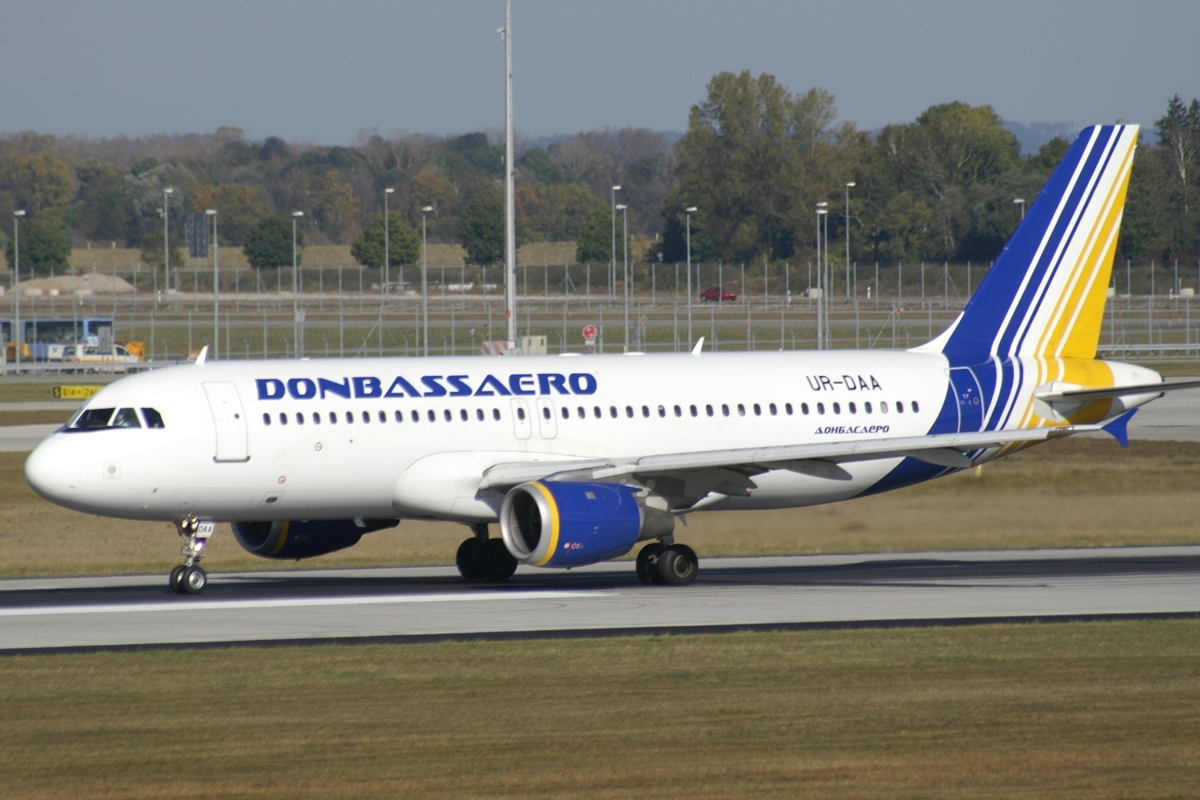
Airbus A320 Донбассаэро UR-DAA (старая ливрея) в Мюнхенском аэропорту
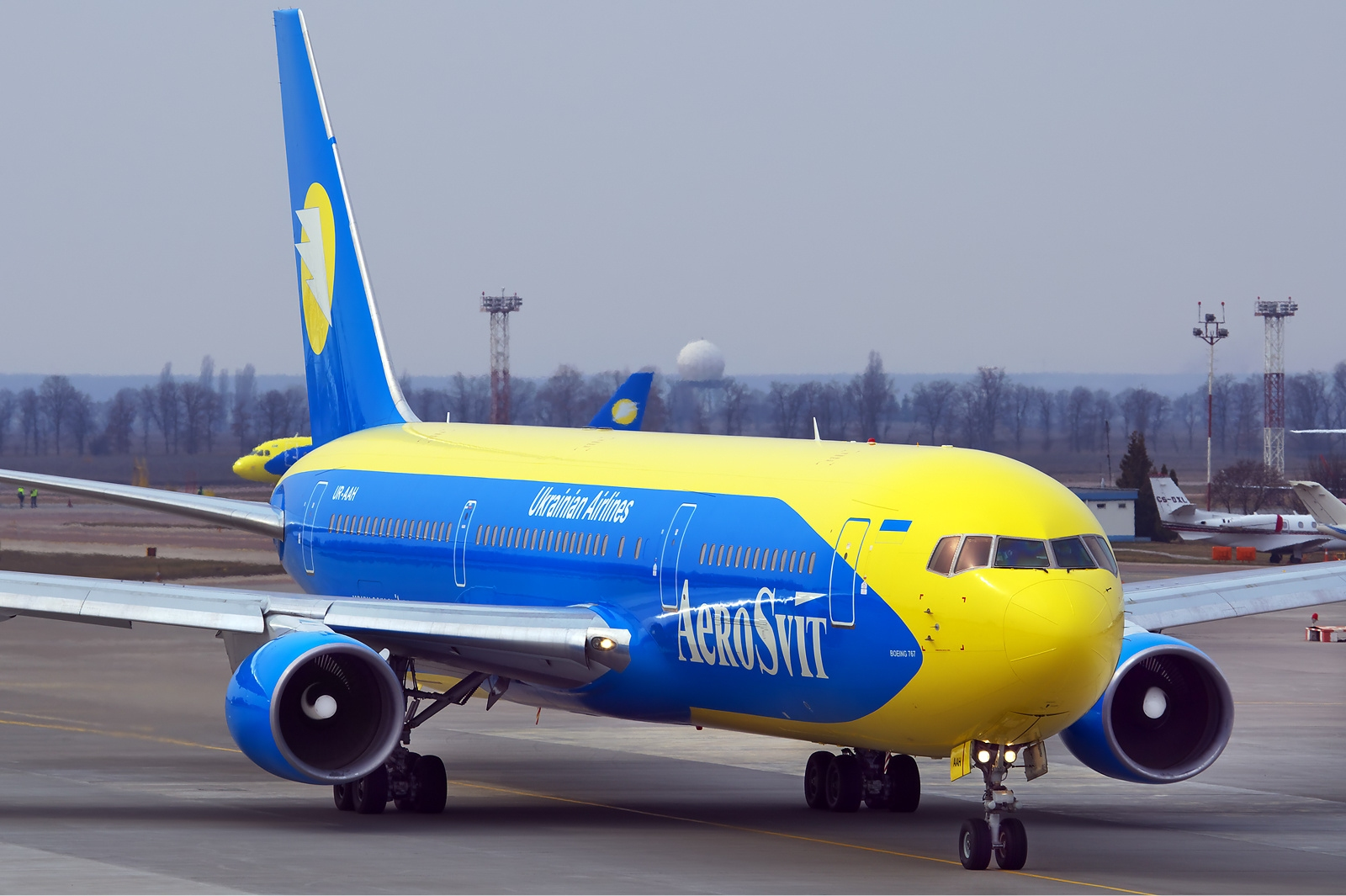
Boeing 767-300ER (Аэросвит)